# Khassim-Jomart Tokhàiev
Khassim-Jomart Tokhàiev (kazakh: Қасым-Жомарт Кемелұлы Тоқаев)  (Almati, 17 de maig de 1953), nom complet Khassim-Jomart Keméluli Tokhàiev, en kazakh: Қасым-Жомарт Кемелұлы Тоқаев, Qаsım-Jomаrt Kemelulı Тoqаev, [qɑˈsəm ʒɔˈmɑrt kɛˌmɛluˈlə tɔˈqɑjɪf] (Almati, és un polític i diplomàtic kazakh. Va assumir el càrrec de president del Kazakhstan el 20 de març de 2019, succeint Nursultan Nazarbàiev, que va dimitir el 19 de març de 2019 després de 29 anys en el càrrec. Tokhaiev va ser elegit president del país en unes eleccions ràpides el 9 de juny de 2019 amb el 71% del vot popular. Segons l'OSCE, «es van observar importants irregularitats el dia de les eleccions, incloent casos de que es van omplir les urnes amb vots, i la inobservança dels procediments de comptatge va significar que no es podia garantir un comptatge honest». També va afirma que «va haver-hi detencions generalitzades de manifestants pacífics el dia de les eleccions en les principals ciutats».
Va ser president del Senat del Kazakhstan de l'11 de gener de 2007 al 15 d'abril de 2011 i del 16 d'octubre de 2013 al 19 de març de 2019. Tokhaiev va ser primer ministre del Kazakhstan del 1r d'octubre de 1999 al 28 de gener de 2002 i el director general de l'Oficina de les Nacions Unides a Ginebra del 12 de març de 2011 al 16 d'octubre de 2013.